# Verwaltungsgebäude Marktstraße 6/7
Im Verwaltungsgebäude Marktstraße 6/7 in Delmenhorst befindet sich die Polizeiinspektion Delmenhorst/Oldenburg-Land/Wesermarsch.
Der Gebäudekomplex ist ein Baudenkmal in Delmenhorst.

## Geschichte
Die Delmenhorster Polizeidienststelle war 1899 in einem Raum im alten Rathaus, Lange Straße 54–56, untergebracht. Seit 1903 hat die wachsende Stadt Delmenhorst eine Stadtpolizei. Da der Raumbedarf stieg, zogen die Polizei und die Verwaltung der Gendarmerie 1914 in das neue Rathaus Delmenhorst, in den Seitenflügel des heutigen Standesamtes ein. Die 3. Revierhundertschaft der Ordnungspolizei Oldenburg wurde 1923 in Delmenhorst stationiert. Im April 1927 zog die Polizei (Stadtpolizei, Ordnungspolizei für das Umland) in das heutige Stadthaus I (damals Adresse Gartenstraße) ein. Hier war von 1933 bis 1943 auch die Gestapo stationiert. Die Verwaltung der Gendarmerie verblieb im Rathaus.
Die Kriminalpolizeiinspektion und die Schutzpolizeiinspektion Delmenhorst blieben an der Marktstraße.
Das viergeschossige Eck-Gebäude Markstraße 7 wurde 1954 von der Stadt Delmenhorst als Kerschensteiner Berufsschule neu gebaut. Nach dem Neubau der Berufsschule 1965 am Wiekhorner Heuweg hat das Land Niedersachsen das Gebäude erworben und umgebaut. Im Jahr 1967 ist die Polizei von der damaligen Gartenstraße in dieses Gebäude Marktstraße 7 umgezogen.
Bereits 1926 hat die Stadt Delmenhorst (Entwurf: Städt. Baurat Fritz Drieling) das Gebäude Marktstraße 6 als so genannte Marktschule errichtet. Bis 1937 war hier eine Förderschule untergebracht. Ab 1937 hat die Berufsschule die Schule übernommen und 1967 wurde das Gebäude als Stadthaus II von Dienststellen der Stadtverwaltung (Ordnungsamt, Einwohnermeldeamt, Fundbüro etc.) genutzt. 1980 wurde auch dieses Gebäude vom Land Niedersachsen gekauft und für Zwecke der Polizei umgebaut. Ab 1978 fand der Aufbau einer Polizeiinspektion Delmenhorst, Wesermarsch und Oldenburg-Land mit zunächst 60 Beamten statt.
Der Polizeiabschnitt Delmenhorst war ab 1981 für einige Jahre in dem zweigeschossigen früheren Postgebäude an der Louisenstraße 35 untergebracht. Die Schutzpolizei-Inspektion Delmenhorst wurde 1978 der Leitung der Schutzpolizei Oldenburg unterstellt. 1995 zog die Wache der Polizeiinspektion in das Dienstgebäude Marktstraße 7 ein.